# Rożaki
Rożaki (ukr. Рожаки) – wieś na Ukrainie, w rejonie jaworowskim (do 2020 roku w rejonie mościskim) obwodu lwowskiego.